# Campo Municipal de Deportes Nuestra Señora de la Caridad
Der Campo Municipal de Deportes Nuestra Señora de la Caridad ist das städtische Fußballstadion der spanischen Stadt Villarrobledo, Provinz Albacete in der autonomen Gemeinschaft Kastilien-La Mancha. Das Stadion ist auch als El Barranco del Lobo (deutsch Die Wolfsschlucht) bekannt.

## Geschichte
Die Bauarbeiten begannen 1957 und am 19. März 1958 wurde das Stadion eröffnet. Die Kosten beliefen sich damals auf 375.000 Peseten; es ersetzte das Campo de Futbol de San Antón aus den 1920er Jahren. Die Mannschaft des Fußballvereins CP Villarrobledo trifft hier auf ihre Gegner. Es bietet den Besuchern 5.500 Plätze und besteht aus der überdachten Haupttribüne mit Sitz- und Stehplätzen; der unüberdachten Gegengeraden mit Stehplätzen. Hinter den Toren liegen unter freiem Himmel Stehplatzbereiche mit Steinstufen.
Am 9. Oktober 1999 spielten in Villarrobledo die U-21-Männer-Mannschaften von Spanien und Israel um die Qualifikation für das olympische Fußballturnier 2000 gegeneinander. Die Spanier gewannen mit 2:1. Einige Konzerte fanden im Stadion statt. Es traten z. B. Iron Maiden, Héroes del Silencio, The Alan Parsons Project, Mecano, Celtas cortos oder Helloween auf.